# Józef Stegliński

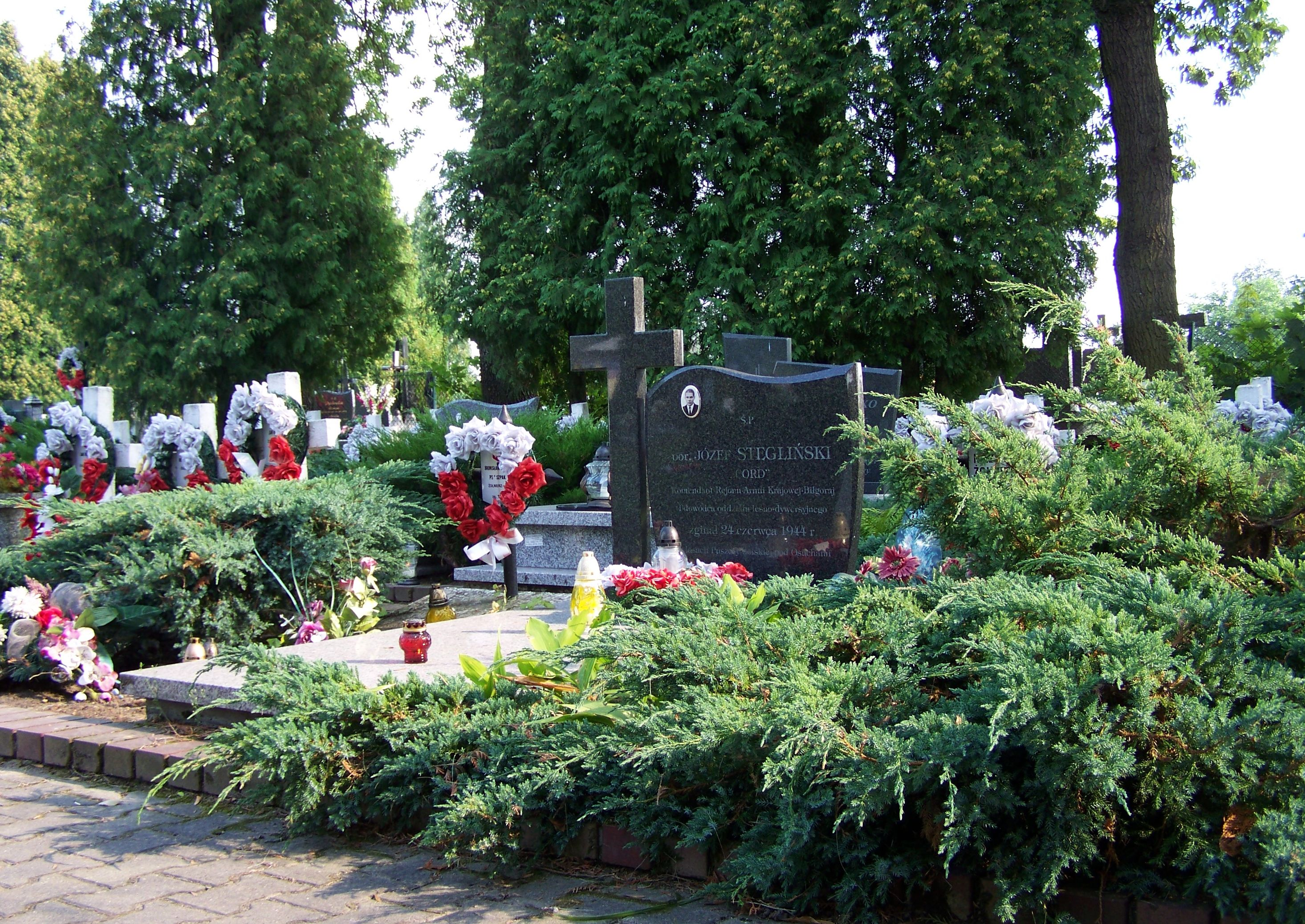
Grób Józefa Steglińskiego na cmentarzu przy ul. Lubelskiej w Biłgoraju.

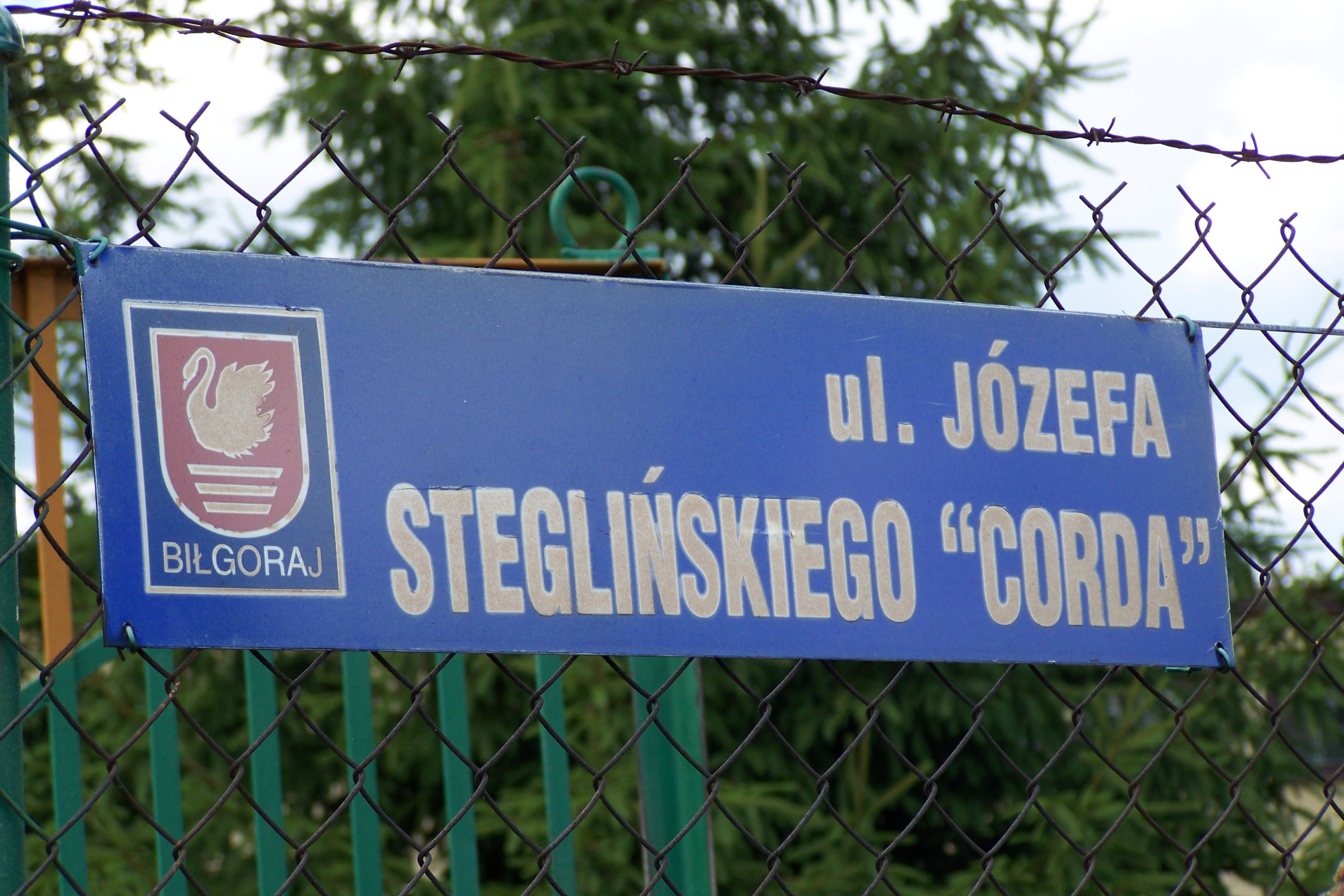
Tabliczka z nazwą ulicy Józefa Steglińskiego w Biłgoraju.

Józef Stegliński ps. „Cord”, „Czarny Żbik” (ur. 4 stycznia 1907 w Łodzi, zm. 25 czerwca 1944 pod Osuchami) – podporucznik Wojska Polskiego i Armii Krajowej.

## Wczesne lata
Urodził się w rodzinie robotniczej w Łodzi. Syn Wojciecha Steglińskiego i Wiktorii z domu Bartoszek. Pracował w zakładach Norblin, Bracia Buch i T. Werner. Do 1933 roku mieszkał w Łodzi, po zawarciu związku małżeńskiego przeniósł się do Głowna.

## Działania wojenne
Podczas kampanii wrześniowej został przydzielony do eskadry zapasowej Bazy nr 4 funkcjonującej w ramach „Armii Kraków”. Po zakończeniu kampanii, wrócił do Głowna i rozpoczął działalność w SZP, następnie w ZWZ, przemianowanej później na Armię Krajową. Aresztowany przez Gestapo w połowie 1940 roku, zdołał zbiec z więzienia i ukrywał się do końca 1940 roku. Używał fałszywej tożsamości – Zygfryd Koman. Przy pomocy AK przerzucony do Generalnego Gubernatorstwa do Biłgoraja.
W Biłgoraju objął funkcję komendanta rejonu, oficjalną przykrywką działalności było prowadzenie zakładu wulkanizacyjnego zlokalizowanego niedaleko lokalnej siedziby gestapo. W 1941 objął funkcję komendanta hufca Szarych Szeregów i przyjął pseudonim „Czarny Żbik”. Powołał do życia i zorganizował oddział partyzancki, stacjonujący w lasach Puszczy Solskiej. Jednostka ta maksymalny stan osobowy (ok. 300 partyzantów) osiągnęła w czerwcu 1944 roku.

## Bitwa pod Osuchami
Oddział „Corda” został otoczony przez oddziały niemieckie w czerwcu 1944 w ramach operacji „Sturmwind II”. Duża część składu osobowego oddziału zginęła w bitwie pod Osuchami.
W trakcie bitwy udało mu się wyprowadzić z okrążenia kilkunastu członków swojego oddziału. Zdecydował się na powrót po pozostałych w okrążeniu rannych i zginął 25 czerwca 1944. Został pochowany na wojskowej części cmentarza przy ul. Lubelskiej w Biłgoraju.

## Upamiętnienie
Na obszarze biłgorajskiego osiedla Ogrody znajduje się niewielka ulica imienia Steglińskiego. Jego personalia umieszczono też na kamiennym głazie ustawionym w 1992 w Parku Solidarności w tym mieście, upamiętniającym żołnierzy Obwodu Biłgoraj Armii Krajowej.